# Mahalapye
Mahalapye er en by i den østlige del af Botswana med et indbyggertal på cirka 39.000. Byen ligger i Kalahari-ørkenen.